# Epidermoptidae
Epidermoptidae är en familj av spindeldjur. Epidermoptidae ingår i ordningen kvalster, klassen spindeldjur, fylumet leddjur och riket djur.
Familjen innehåller bara släktet Promyialges.